# Miles (Iowa)
Miles és una població dels Estats Units a l'estat d'Iowa. Segons el cens del 2000 tenia 462 habitants.

## Demografia
Segons el cens del 2000, Miles tenia 462 habitants, 179 habitatges, i 121 famílies. La densitat de població era de 155,1 habitants/km².
Dels 179 habitatges en un 38% hi vivien nens de menys de 18 anys, en un 57% hi vivien parelles casades, en un 6,7% dones solteres, i en un 32,4% no eren unitats familiars. En el 29,6% dels habitatges hi vivien persones soles el 14,5% de les quals corresponia a persones de 65 anys o més que vivien soles. El nombre mitjà de persones vivint en cada habitatge era de 2,58 i el nombre mitjà de persones que vivien en cada família era de 3,26.
Per edats la població es repartia de la següent manera: un 31,6% tenia menys de 18 anys, un 5,6% entre 18 i 24, un 27,1% entre 25 i 44, un 20,8% de 45 a 60 i un 14,9% 65 anys o més.
L'edat mediana era de 36 anys. Per cada 100 dones de 18 o més anys hi havia 97,5 homes.
La renda mediana per habitatge era de 33.036 $ i la renda mediana per família de 42.188 $. Els homes tenien una renda mediana de 36.042 $ mentre que les dones 24.375 $. La renda per capita de la població era de 17.005 $. Entorn del 9,3% de les famílies i el 10,1% de la població estaven per davall del llindar de pobresa.

## Poblacions més properes
El següent diagrama mostra les poblacions més properes.